# Tyquan Terrell
Tyquan Terrell (* 16. April 1998 in Basseterre) ist ein Fußballspieler von St. Kitts und Nevis.

## Karriere

### Klub
Bis September 2021 spielt er in seiner Heimat beim St. Peter's FC. Danach verschlug es ihn in die sechste spanische Liga, zum Klub Unión Deportiva Alberca. Seit Anfang 2022 ist er wieder zurück in seiner Heimat bei seinem Stammklub St. Peter's FC.

### Nationalmannschaft
Nachdem er in der U20 und in der U23 auf sich aufmerksam gemacht hatte, bekam er am 5. März 2013 bei einer 1:2-Freundschaftsspielniederlage seinen ersten Einsatz für die A-Nationalmannschaft von St. Kitts und Nevis. Anschließend war er für die Mannschaft im nächsten Jahr mehrmals in der CONCACAF Nations League aktiv.